# Seznam fotbalistů hrajících za jediný klub
Toto je abecední seznam profesionálních fotbalistů, kteří celou svoji seniorskou kariéru strávili v jednom klubu. Uvedeni jsou pouze hráči, kteří reprezentovali svoji zemi a jejichž seniorská kariéra trvala alespoň deset let.

## Seznam

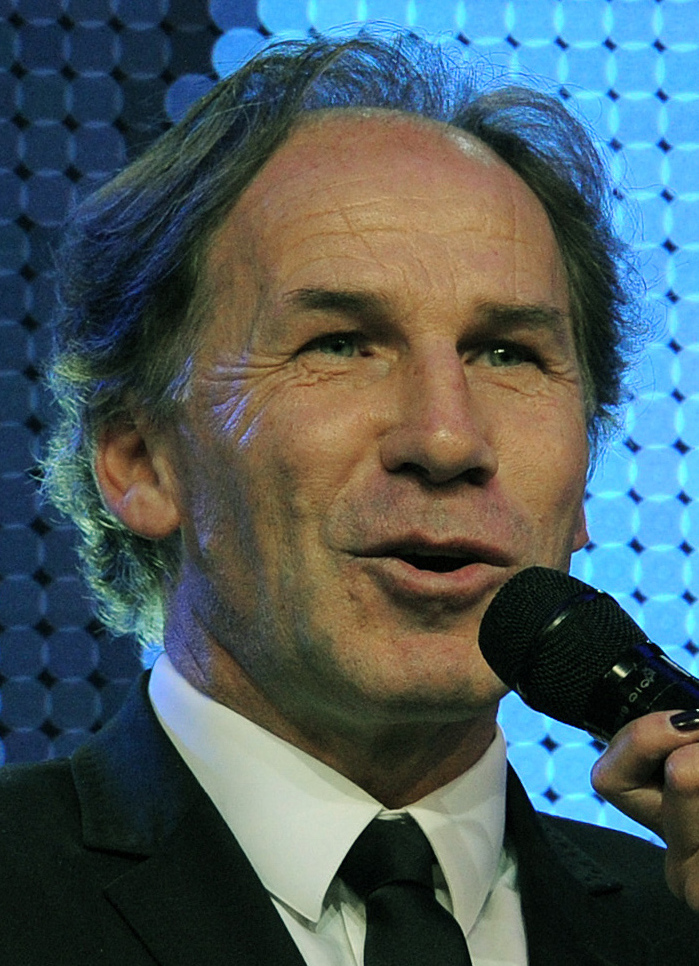
Franco Baresi

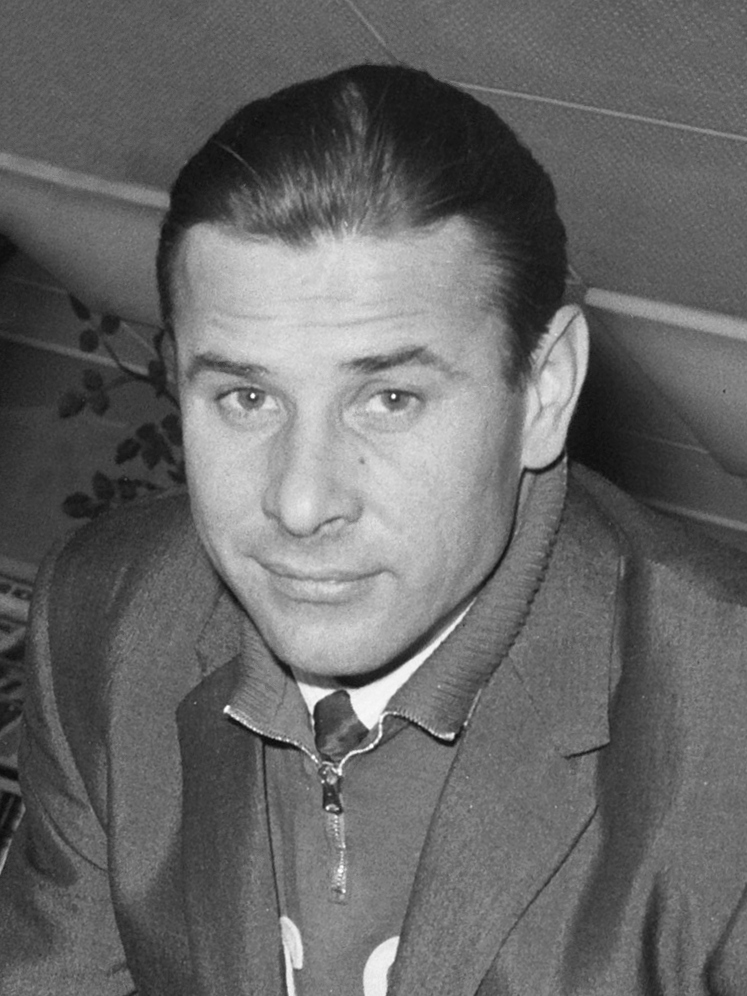
Lev Jašin

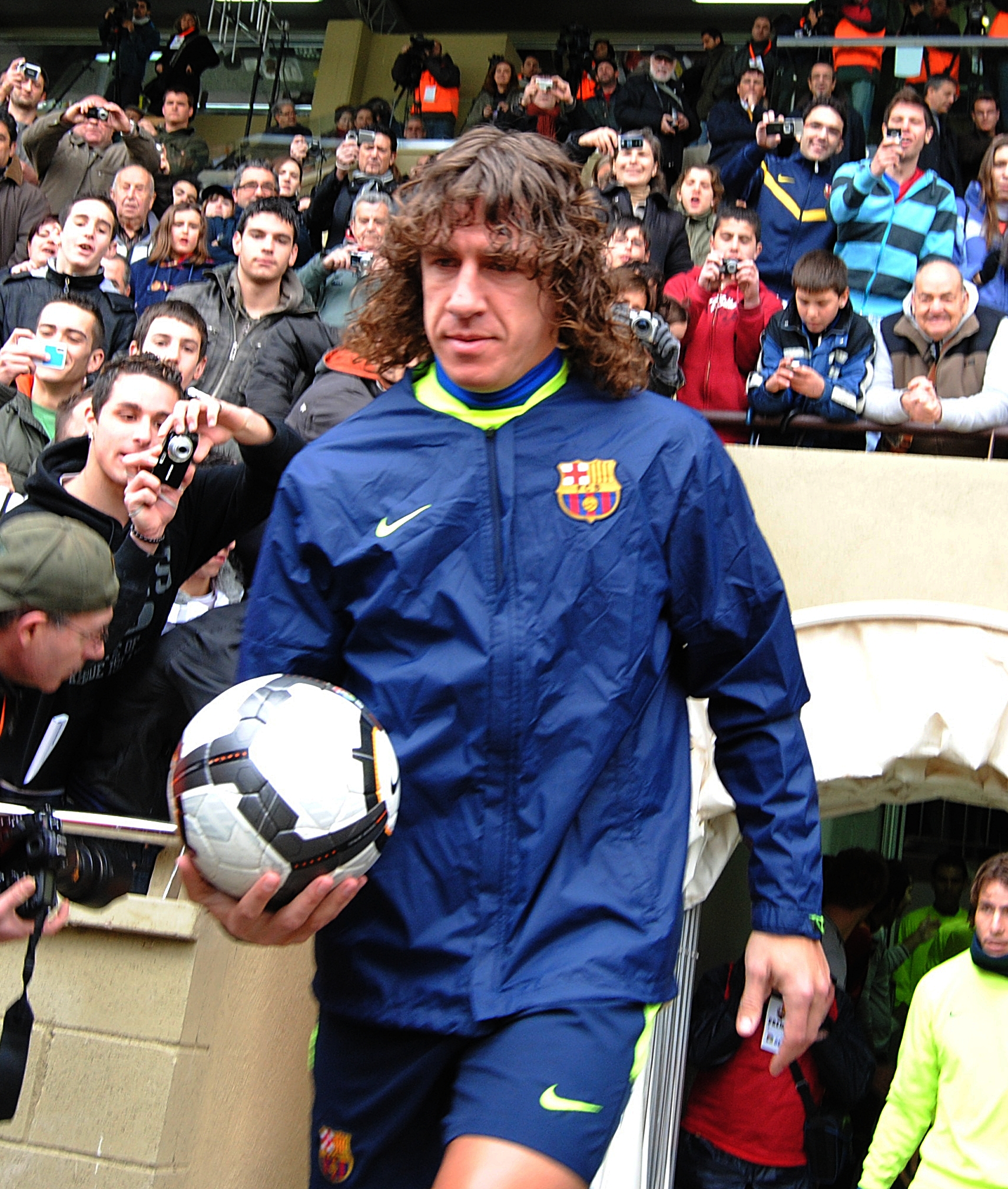
Carles Puyol

| Stát nebo území      | Jméno                    | Tým                           | Začátek seniorské kariéry | Konec kariéry | Post     |
| -------------------- | ------------------------ | ----------------------------- | ------------------------- | ------------- | -------- |
| Saúdská Arábie       | Madžíd Abdulláh          | An-Nassr Rijád                | 1977                      | 1998          | útočník  |
| Anglie               | Tony Adams               | Arsenal Londýn                | 1983                      | 2002          | obránce  |
| Rusko                | Igor Akinfejev           | CSKA Moskva                   | 2003                      | stále hraje   | brankář  |
| Jemen                | Abdulsalam Al Ghurbani   | Al-Sha'ab Ibb                 | 1990                      | 2007          | útočník  |
| Katar                | Hussain Al-Romaihi       | Katar SC                      | 1994                      | 2013          | brankář  |
| SAE                  | Adnan Al-Talyani         | Al-Shaab Šardžá               | 1980                      | 2000          | útočník  |
| Maďarsko             | Flórián Albert           | Ferencváros Budapešť          | 1958                      | 1974          | útočník  |
| Španělsko Baskicko   | Luis Arconada            | Real Sociedad                 | 1974                      | 1989          | brankář  |
| Anglie               | Jimmy Armfield           | Blackpool                     | 1954                      | 1971          | obránce  |
| SRN                  | Maximilian Arnold        | Wolfsburg                     | 2011                      | stále hraje   | záložník |
| Turecko              | Burhan Atak              | Galatasaray Istanbul          | 1920                      | 1934          | obránce  |
| SRN                  | Klaus Augenthaler        | Bayern Mnichov                | 1976                      | 1991          | obránce  |
| Itálie               | Franco Baresi            | AC Milán                      | 1977                      | 1997          | obránce  |
| Itálie               | Domenico Berardi         | Sassuolo Calcio               | 2012                      | stále hraje   | útočník  |
| Itálie               | Giuseppe Bergomi         | Inter Milán                   | 1980                      | 1999          | obránce  |
| Rakousko Německo     | Franz Binder             | Rapid Vídeň                   | 1930                      | 1949          | útočník  |
| Španělsko            | José Antonio Camacho     | Real Madrid                   | 1973                      | 1989          | obránce  |
| Anglie               | Jamie Carragher          | Liverpool FC                  | 1996                      | 2013          | obránce  |
| Gibraltar            | Lee Casciaro             | Lincoln Red Imps FC           | 1998                      | stále hraje   | útočník  |
| Brazílie             | Rogério Ceni             | São Paulo FC                  | 1992                      | 2015          | brankář  |
| Španělsko            | Chendo                   | Real Madrid                   | 1982                      | 1998          | obránce  |
| Anglie               | George Cohen             | Fulham FC                     | 1956                      | 1969          | obránce  |
| Itálie               | Gianpiero Combi          | Juventus Turín                | 1921                      | 1934          | brankář  |
| NDR                  | Jürgen Croy              | FSV Cvikov                    | 1965                      | 1981          | brankář  |
| Japonsko             | Šóma Doi                 | Kashima Antlers               | 2011                      | stále hraje   | záložník |
| Německo              | Dieter Eilts             | Werder Brémy                  | 1985                      | 2002          | záložník |
| Itálie               | Giacinto Facchetti       | Inter Milán                   | 1960                      | 1978          | obránce  |
| Skotsko              | James Forrest            | Celtic FC                     | 2010                      | stále hraje   | záložník |
| Japonsko             | Hiroki Fudžiharu         | Gamba Osaka                   | 2011                      | 2023          | obránce  |
| Japonsko             | Masahiro Fukuda          | Urawa Red Diamonds            | 1989                      | 2002          | útočník  |
| Španělsko            | José Gayà                | Valencia CF                   | 2012                      | stále hraje   | obránce  |
| Wales                | Ryan Giggs               | Manchester United             | 1990                      | 2014          | záložník |
| SRN                  | Jürgen Grabowski         | Eintracht Frankfurt           | 1965                      | 1980          | útočník  |
| Německo              | Christian Günter         | Freiburg                      | 2012                      | stále hraje   | obránce  |
| Katar                | Hasán Hajdoš             | Al-Sadd SC                    | 2007                      | stále hraje   | útočník  |
| Německo              | Patrick Herrmann         | Borussia Mönchengladbach      | 2010                      | 2024          | záložník |
| Sovětský svaz        | Valentin Kozmič Ivanov   | Torpedo Moskva                | 1952                      | 1966          | útočník  |
| Faerské ostrovy      | Róaldur Jakobsen         | B36 Tórshavn                  | 2007                      | 2018          | záložník |
| Sovětský svaz        | Lev Jašin                | Dynamo Moskva                 | 1949                      | 1971          | brankář  |
| Nizozemsko           | Piet Keizer              | Ajax Amsterdam                | 1960                      | 1975          | záložník |
| JAR                  | Itumeleng Khune          | Kaizer Chiefs                 | 2004                      | stále hraje   | brankář  |
| Severní Korea        | Kim Kjong-il             | Rimyongsu SC                  | 2006                      | stále hraje   | záložník |
| Severní Korea        | Kim Mjong-gil            | Amnokgang SC                  | 2008                      | stále hraje   | brankář  |
| Španělsko            | Koke                     | Atlético Madrid               | 2009                      | stále hraje   | záložník |
| Turecko              | Bülent Korkmaz           | Galatasaray Istanbul          | 1986                      | 2005          | obránce  |
| Belgie               | Raoul Lambert            | Club Bruggy                   | 1962                      | 1980          | útočník  |
| Portugalsko          | Anthony Lopes            | Olympique Lyon                | 2011                      | stále hraje   | brankář  |
| SRN                  | Sepp Maier               | Bayern Mnichov                | 1962                      | 1979          | brankář  |
| Rusko                | Vjačeslav Malafejev      | Zenit Petrohrad               | 1999                      | 2016          | brankář  |
| Itálie               | Paolo Maldini            | AC Milán                      | 1985                      | 2009          | obránce  |
| Brazílie             | Marcos                   | Sociedade Esportiva Palmeiras | 1992                      | 2011          | brankář  |
| Itálie               | Sandro Mazzola           | Inter Milán                   | 1960                      | 1977          | útočník  |
| Ázerbájdžán          | Maksim Medvedev          | FK Karabach                   | 2006                      | 2024          | obránce  |
| SRN                  | Max Morlock              | 1. FC Norimberk               | 1940                      | 1964          | útočník  |
| Německo              | Thomas Müller            | Bayern Mnichov                | 2008                      | stále hraje   | útočník  |
| Japonsko             | Kengo Nakamura           | Kawasaki Frontale             | 2003                      | 2020          | záložník |
| Portugalsko          | Tamagnini Nené           | Benfica Lisabon               | 1968                      | 1986          | útočník  |
| Sovětský svaz        | Igor Netto               | Spartak Moskva                | 1949                      | 1966          | záložník |
| Anglie               | Gary Neville             | Manchester United             | 1992                      | 2011          | obránce  |
| Japonsko             | Rjóta Óšima              | Kawasaki Frontale             | 2011                      | stále hraje   | záložník |
| SRN                  | Wolfgang Overath         | 1. FC Kolín                   | 1962                      | 1977          | záložník |
| Chile                | Manuel Pellegrini        | Universidad de Chile          | 1973                      | 1986          | obránce  |
| Portugalsko          | João Domingos Pinto      | FC Porto                      | 1981                      | 1997          | obránce  |
| SRN                  | Sepp Piontek             | Werder Brémy                  | 1960                      | 1972          | obránce  |
| Československo       | František Plánička       | Slavia Praha                  | 1923                      | 1939          | brankář  |
| Baskicko             | Xabi Prieto              | Real Sociedad                 | 2003                      | 2018          | záložník |
| Španělsko Katalánsko | Carles Puyol             | FC Barcelona                  | 1999                      | 2014          | obránce  |
| Brazílie             | Nílton Santos            | Botafogo                      | 1948                      | 1964          | obránce  |
| Maďarsko             | György Sárosi            | Ferencváros Budapešť          | 1930                      | 1948          | útočník  |
| Německo              | Marcel Schmelzer         | Borussia Dortmund             | 2008                      | 2022          | obránce  |
| Anglie               | Paul Scholes             | Manchester United             | 1994                      | 2013          | záložník |
| SRN                  | Hans-Georg Schwarzenbeck | Bayern Mnichov                | 1966                      | 1981          | obránce  |
| SRN                  | Uwe Seeler               | HSV (Hamburk)                 | 1953                      | 1972          | útočník  |
| Nizozemsko           | Kick Smit                | HFC Haarlem                   | 1928                      | 1949          | útočník  |
| Japonsko             | Hitoši Sogahata          | Kashima Antlers               | 1998                      | 2020          | brankář  |
| Španělsko            | Bruno Soriano            | Villarreal CF                 | 2006                      | 2020          | záložník |
| Sovětský svaz        | Eduard Strelcov          | Torpedo Moskva                | 1953                      | 1970          | útočník  |
| Nizozemsko           | Sjaak Swart              | Ajax Amsterdam                | 1956                      | 1973          | útočník  |
| Rusko                | Georgij Ščennikov        | CSKA Moskva                   | 2008                      | 2023          | obránce  |
| Rusko                | Anton Šunin              | Dynamo Moskva                 | 2007                      | stále hraje   | brankář  |
| Maďarsko             | Lajos Tichy              | Honvéd Budapešť               | 1953                      | 1971          | útočník  |
| Itálie               | Francesco Totti          | AS Řím                        | 1992                      | 2017          | záložník |
| Česko                | Pavel Verbíř             | FK Teplice                    | 1992                      | 2011          | záložník |
| SRN                  | Berti Vogts              | Borussia Mönchengladbach      | 1965                      | 1979          | obránce  |
| Sovětský svaz        | Valerij Voronin          | Torpedo Moskva                | 1958                      | 1969          | záložník |
| SRN                  | Fritz Walter             | 1. FC Kaiserslautern          | 1937                      | 1959          | útočník  |
| Anglie               | Billy Wright             | Wolverhampton Wanderers       | 1939                      | 1959          | obránce  |